# I pirati del fiume rosso
I pirati del fiume rosso (The Pirates of Blood River) è un film del 1962 diretto da John Gilling.
Si tratta del secondo film sui pirati targato Hammer dopo Gli spettri del capitano Clegg; l'ultimo è La nave del diavolo di due anni dopo.

## Trama
Inizio del XIX secolo: un villaggio di ugonotti viene preso d'assolto da una banda di pirati convinti che esso celi grandi ricchezze.